# The Greatest Game Ever Played
The Greatest Game Ever Played é um filme estadunidense de 2005, baseado no romance homônimo de Mark Frost e dirigido por Bill Paxton.

## Enredo
O filme conta a história de Francis Ouimet, um atleta amador de 20 anos que estarreceu o mundo do golfe ao derrotar, no U.S. Open de golfe de 1913, aquele que era seu ídolo, o campeão inglês Harry Vardon.